# Чосек, Станислав
Станислав Юзеф Чосек (пол. Stanisław Józef Ciosek; 2 мая 1939, Павловице, Мазовецкое воеводство — 19 октября 2022, Варшава) — польский политик и дипломат, член партийно-государственного руководства ПНР. В 1980—1985 годах — министр по делам профсоюзов и социальной политики. Участник противоборства ПОРП с профобъединением Солидарность. С 1986 года — секретарь ЦК, в 1988—1990 годах — член политбюро ЦК ПОРП. Один из организаторов политических реформ конца 1980-х, активный участник переговоров в Магдаленке и Круглого стола. В 1989—1996 годах — посол Польши в СССР и России. Советник президента Польши Александра Квасьневского в 1996—2005 годах. Международно-политический эксперт, член совета Фонда Amicus Europae.

## Партийно-правительственный функционер. Министр кризисного периода
Родился в деревне, расположенной в гмине Солец-над-Вислой (Липский повят). Родители работали учителями. По образованию экономист. В 20-летнем возрасте вступил в ПОРП и сделал типичную карьеру комсомольского и партийного функционера. В 1969—1975 годах состоял в руководстве студенческих и молодёжных организаций правящей компартии. С декабря 1971 года — кандидат в члены ЦК ПОРП.
В июне 1975 года Станислав Чосек возглавил партийный комитет и местный совет Еленя-Гуры. В феврале 1980 года кооптирован в ЦК ПОРП. В ноябре 1980 года, на фоне мощного подъёма протестного движения, был назначен министром по делам профсоюзов.
Станислав Чосек играл заметную роль в политическом противостоянии 1980—1981 годов. В качестве министра и руководителя правительственной комиссии 17 апреля 1981 года он подписал в Быдгоще соглашение с представителями Солидарности и Сельской Солидарности об урегулировании острого кризиса, возникшего в результате Быдгощской провокации. Его партнёрами по трудным переговорам были такие радикальные оппозиционеры, как Ян Рулевский и Ян Кулай.
Министром по делам профсоюзов Чосек оставался в течение пяти лет. С марта 1983 по май 1984 года являлся также министром труда и социальной политики ПНР. На этот период пришлись противоборство ПОРП с «Солидарностью», военное положение, попытки силовой стабилизации режима. Партийное и военное руководство возложило на Чосека курирование профсоюзной и социальной политики. В его задачи входило формирование официальных профсоюзов, способных противостоять «Солидарности», и осуществление социального маневрирования. Несмотря на проявленную Чосеком активность и тактические способности, ни то, ни другое не оказалось эффективным.
С 1972 по 1985 год Станислав Чосек был также депутатом сейма ПНР.
В декабре 1985 Чосек вернулся в партийный аппарат. Возглавлял в ЦК ПОРП социальный, юридический, информационный отделы, а также «комиссию по правам человека, законности и моральному оздоровлению». С 1986 по 1989 год (с кратким перерывом в 1988) — секретарь ЦК ПОРП. В декабре 1988 года введён в состав политбюро. С января 1988 по ноябрь 1989 года являлся генеральным секретарём «Патриотического движения национального возрождения» — организации, задуманной как массовое общественное движение, аффилированное с ПОРП, но не получившей развития.
Наряду с заместителем министра внутренних дел Владиславом Пожогой и пресс-секретарём правительства Ежи Урбаном, Станислав Чосек являлся ближайшим советником первого секретаря ЦК ПОРП и председателя Госсовета ПНР генерала Ярузельского, был соавтором конфиденциальных меморандумов, во многом определявших политику высшего партийно-государственного руководства. Вместе с Урбаном и Пожогой состоял в «команде трёх» — партийном «мозговом тресте» для подготовке программы реформ.

## Участник политических реформ. Поражение на выборах
Со второй половины 1988 года Станислав Чосек поддерживал курс Ярузельского—Кищака—Раковского на компромисс с «Солидарностью». Он был вторым — после генерала Кищака — лицом партийно-правительственной делегации на конфиденциальных переговорах в Магдаленке (сентябрь 1988) и на Круглом столе (февраль — апрель 1989). Сыграл важную роль в достижении договорённостей о политических реформах — введении института президентства, легализации «Солидарности», допущении оппозиции к «полусвободным» выборам. Цель руководства ПОРП при этом заключалась в предотвращении массовых забастовок и разделении с оппозицией ответственности за непопулярные меры в социально-экономической политике.
Станислав Чосек занимал третью позицию в «национальном списке» кандидатов ПОРП на альтернативных выборах июня 1989. Однако 33 кандидата из 35, включая Чосека, потерпели сокрушительное поражение (двое избранных являлись известными учёными и не принадлежали к партийно-государственному руководству). Выборы продемонстрировали массовую поддержку «Солидарности» и отторжение ПОРП. Такого результаты не предвидели ни Чосек, ни другие авторы соглашений Круглого стола (включая лидеров самой «Солидарности»). В изменившейся политической ситуации дальнейшее правление ПОРП становилось невозможным, и в конце августа было сформировано первое некоммунистическое правительство ПНР во главе с Тадеушем Мазовецким.
В январе 1990 года XI съезд ПОРП принял решение о самоликвидации партии. Станислав Чосек присоединился к «Социал-демократии Республики Польша», созданной номенклатурными реформаторами на кадровой основе бывшей компартии. К тому времени он уже два месяца находился в Москве в качестве посла Польши в СССР.

## Посол в Москве. Дипломат и эксперт
После распада СССР Чосек принял статус посла в России и занимал эту должность до 1996 года. Он сыграл важную роль в налаживании отношений между РФ и Польшей, выступая своеобразным посредником между президентами Лехом Валенсой и Борисом Ельциным. Был одним из организаторов визита Валенсы в Россию в мае 1992 года.
Главной дипломатической задачей Чосека являлась подготовка российских властей и российского общественного мнения к будущему вступлению Польши в НАТО. Внутриполитическую ситуацию и экономические реформы в России 1990-х годов Чосек оценивал в целом негативно. Считает, что «шоковая» либерализация, эффективно проведённая в Польше, в России не удалась.
Дипломатическая миссия Чосека в России завершилась в 1996 году, после победы на президентских выборах кандидата «пост-ПОРП» Александра Квасьневского. Вернувшись в Польшу, Чосек стал советником Квасьневского по международной политике, прежде всего по «восточному направлению». Принимал активное участие в определении польской политики в отношении Украины, вместе с президентом Квасьневским посещал Киев в 2004 году, поддерживал «оранжевый Майдан».
После ухода Квасьневского с президентского поста в 2005 Чосек стал членом руководства возглавляемого Квасьневским фонда Amicus Europae («Друг Европы»).
Относительно Евромайдана 2013—2014 годов, аннексии Крыма Россией, войны на востоке Украины и западных санкций против РФ Станислав Чосек занял осторожную позицию. Он предложил проводить более мягкую политику в отношении РФ, критиковал «националистические бесчинства на Майдане», довольно позитивно оценивал внутреннюю политику Владимира Путина и выступал за интеграцию России в Западный мир через «новый план Маршалла».
За свою дипломатическую деятельность Станислав Чосек удостоен нескольких польских, литовских и эстонских наград.